# 豊年町
豊年町（ほうねんちょう）は、愛知県名古屋市千種区の町名。丁番を持たない単独町名である。住居表示実施済み。

## 地理
名古屋市千種区西端に位置し、東は神田町、西は東区豊前町、南は内山一丁目、北は松軒一丁目に接する。

## 歴史

### 沿革
- 1935年（昭和10年）11月5日 - 東区千種町の一部より成立[1]。
- 1937年（昭和12年）10月1日 - 行政区再編に伴い、千種区所属となる[1]。
- 1980年（昭和55年）11月23日 - 松軒町・千種町・都通の各一部を編入。一部が内山一丁目となる[1]。

## 世帯数と人口
2019年（平成31年）1月1日現在の世帯数と人口は以下の通りである。
| 町丁   | 世帯数  | 人口    |
| ------ | ------- | ------- |
| 豊年町 | 918世帯 | 1,749人 |

## 学区
市立小・中学校に通う場合、学校等は以下の通りとなる。また、公立高等学校に通う場合の学区は以下の通りとなる。なお、小・中学校は学校選択制度を導入しておらず、番毎で各学校に指定されている。
| 小学校                                    | 中学校                                    | 高等学校 |
| ----------------------------------------- | ----------------------------------------- | -------- |
| 名古屋市立内山小学校 名古屋市立大和小学校 | 名古屋市立今池中学校 名古屋市立振甫中学校 | 尾張学区 |

## 施設

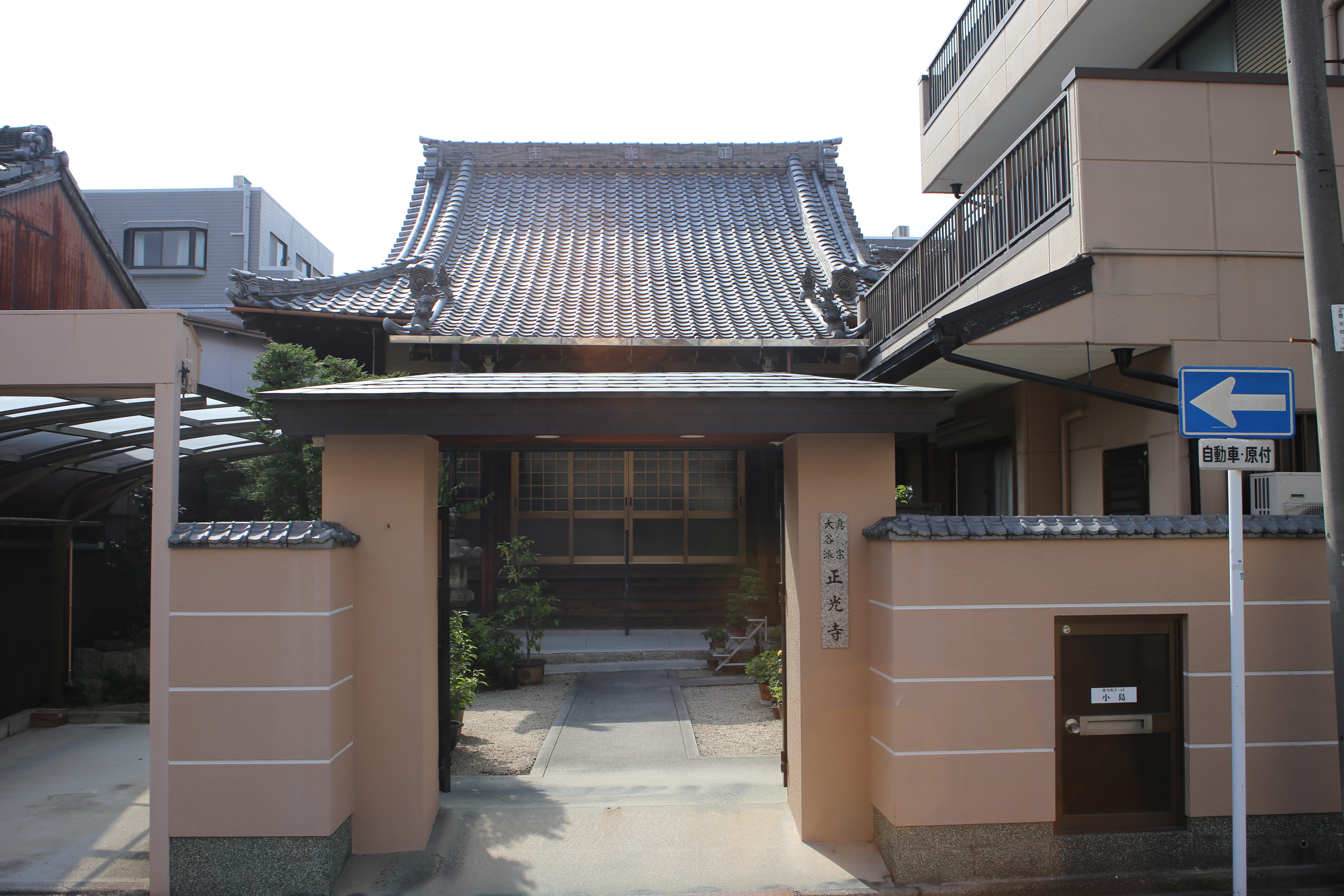
正光寺
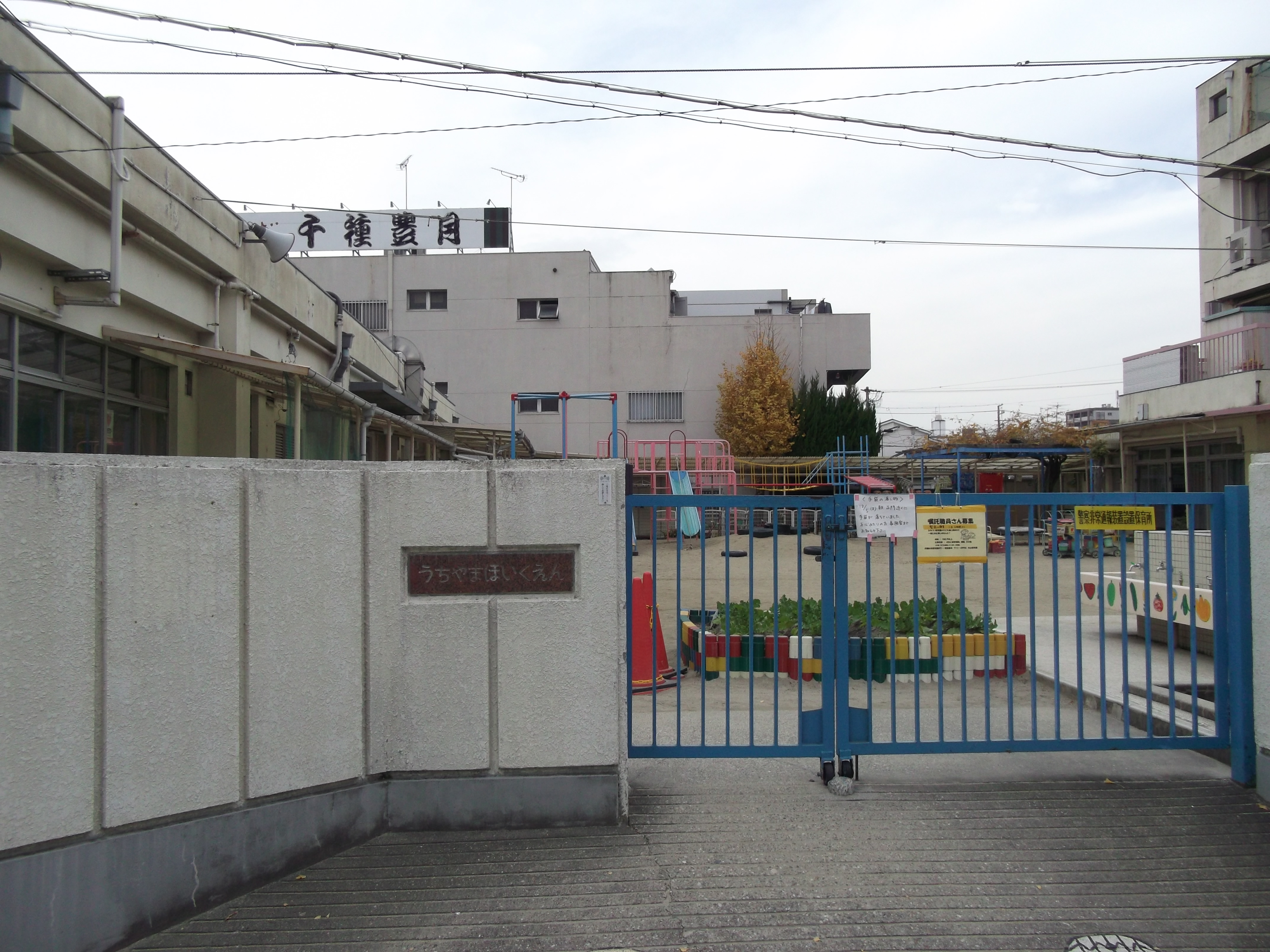
名古屋市立内山保育園[WEB 8]
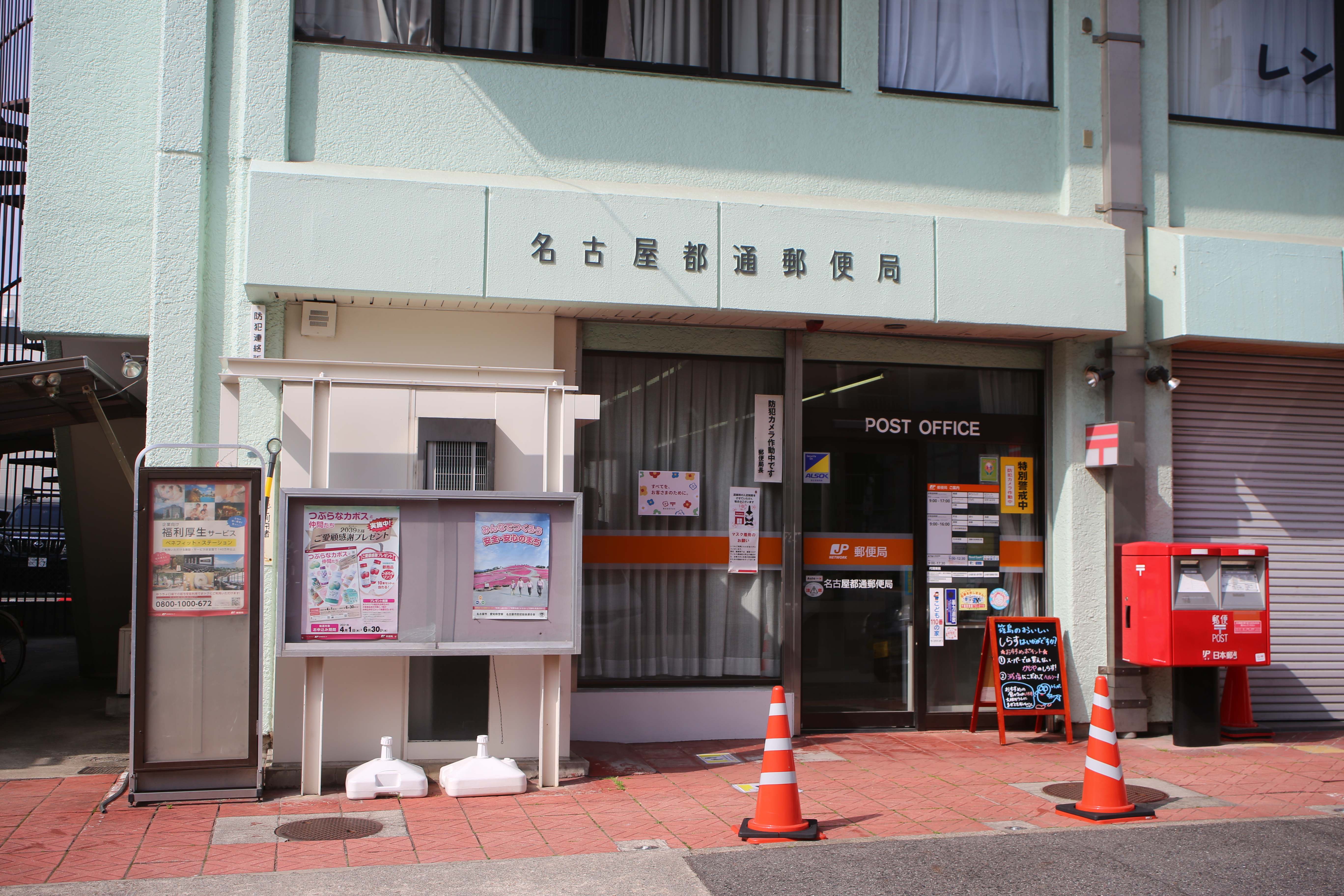
名古屋市立都保育園[WEB 8]
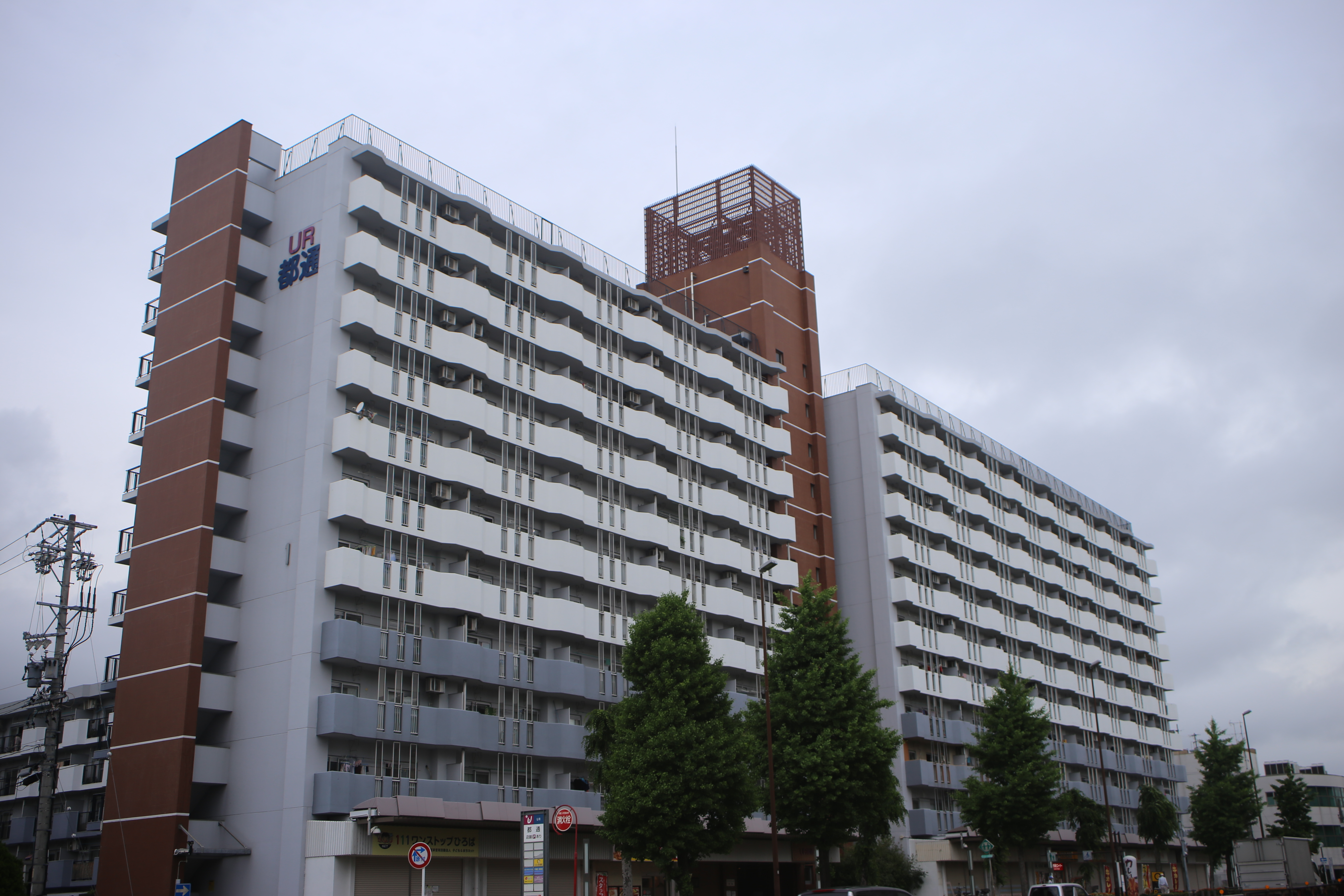
名古屋都通郵便局
- UR都市機構都通団地

- 正光寺
- 内山保育園
- 名古屋都通郵便局
- 都通団地

## 交通
- 名古屋市道名古屋環状線

## その他

### 日本郵便
- 郵便番号 : 464-0076[WEB 3]（集配局：千種郵便局[WEB 9]）。

### WEB
1. ↑  “愛知県名古屋市千種区の町丁・字一覧”.   人口統計ラボ. 2018年2月9日閲覧。
2. 1 2  “町・丁目(大字)別、年齢(10歳階級)別公簿人口(全市・区別)”.   名古屋市 (2019年1月23日). 2019年1月23日閲覧。
3. 1 2  “郵便番号”.  日本郵便. 2019年1月6日閲覧。
4. ↑  “市外局番の一覧”.   総務省. 2019年1月6日閲覧。
5. ↑  “千種区の町名一覧”.   名古屋市 (2015年10月21日). 2019年1月12日閲覧。
6. ↑  “市立小・中学校の通学区域一覧”.   名古屋市 (2018年11月10日). 2019年1月14日閲覧。
7. ↑  “平成29年度以降の愛知県公立高等学校（全日制課程）入学者選抜における通学区域並びに群及びグループ分け案について”.   愛知県教育委員会 (2015年2月16日). 2019年1月14日閲覧。
8. 1 2  名古屋市役所 子ども青少年局 保育部 保育企画室 認可給付係 (2021年4月1日). “令和3年4月1日現在の名古屋市内の認可施設・事業所等一覧（特定教育・保育施設及び特定地域型保育事業の公示）” (PDF).   名古屋市. 2021年7月19日閲覧。
9. ↑  郵便番号簿 平成29年度版 - 日本郵便. 2019年01月06日閲覧 (PDF)

### 書籍
1. 1 2 3 4  名古屋市計画局 1992, p. 727.
2. ↑  「角川日本地名大辞典」編纂委員会 1989, p. 1470.